# 和製漢語

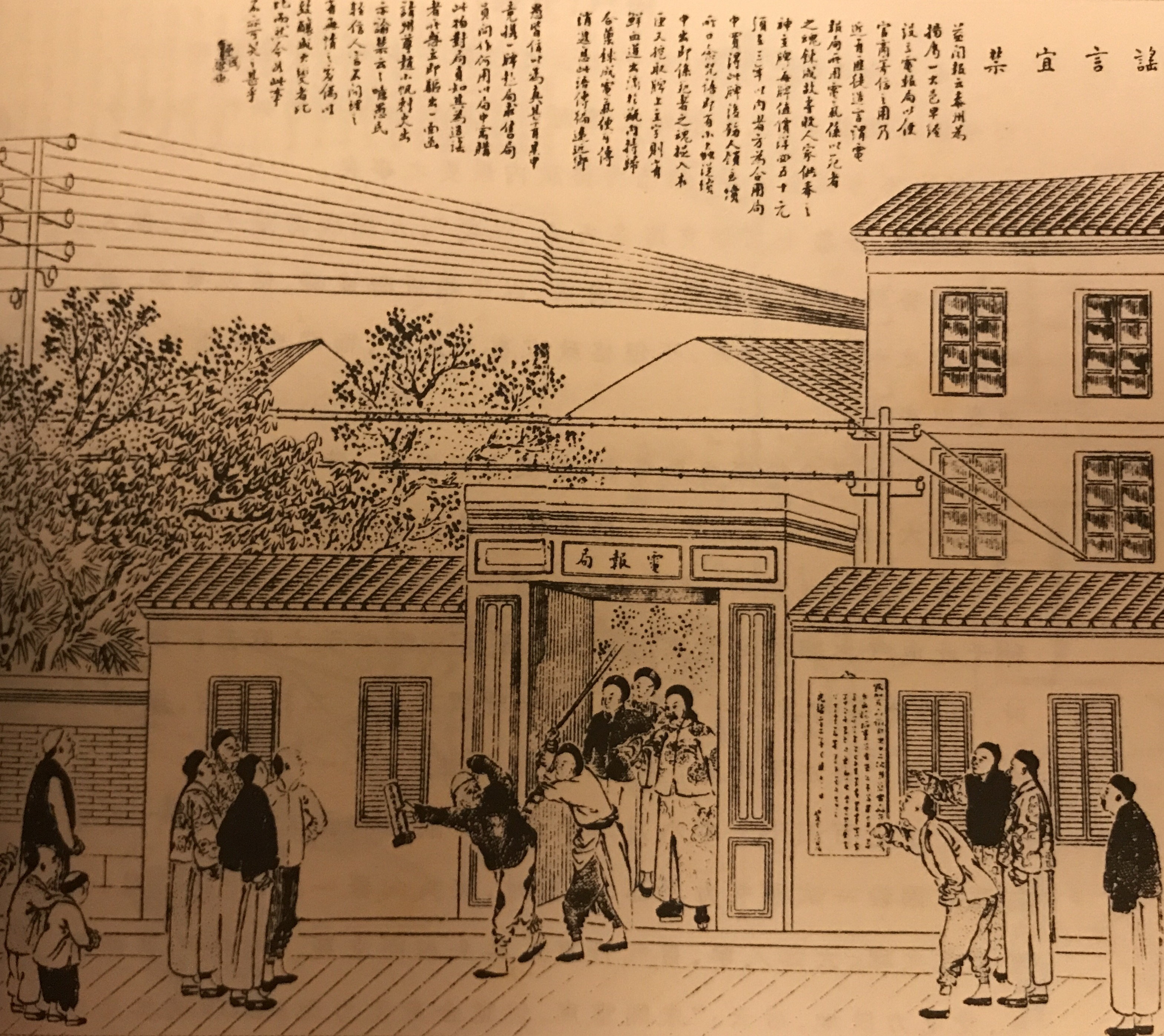
從晚清石印畫報《点石斋画报》中可見一些從日本流入中国的詞如電報、電氣等。

和製漢語又稱「日源漢詞」、「和來語」，是指現代漢語中從日语借用的新詞。19世紀末起，大量日語的漢語詞流入中國，成為漢語中的外來詞。這類詞彙的來源可分為被日本人賦予新意的中國古籍裏的舊詞以及日本人原創的新詞；前者如「洋行、社会、经济」等，後者有「大根、抽象、哲学」等。
需要注意的是，不少的「和製漢語」實則是來源於日本明治维新時期日本人翻譯歐美人的學術著作後從歐文意译或自行創造了的漢字詞。所以實際仍是日本人用漢語造漢字詞，對日語來説該類詞實乃借詞，所用語素及語法都來自漢語，但在日語中通常不將漢字詞視作外來語。
另外，近代以來中國人獨立或者與外國人合作翻譯的詞被稱為「華製新漢語」。日本為了吸收西洋文明而有系統地引進中文書刊和字典，這些新詞因而被日語吸收，後來又被中國人原封不動地帶回中國。

## 歷史

### 古代
自古以來，日語即有大量吸收、混用外來語的歷史。日語的基礎是「和語」，即日語中固有的語彙及發音，由於日語無文字，早期多半借用漢字記音。此時期漢字在日本缺乏表意、辨義的功能，字面不具意義，中國人難以理解，連日本人也倍感艱難。例如日語kusa是「草」的意思，當時書寫以發音近似的漢字二字表音。5、6世紀起，日本向中國學習、交流日趨頻繁，日本人逐漸理解了漢字的表意功能，並發明假名來表音，始以和語發音套用符合本義的漢字（訓讀），便將「（kusa）」的漢字寫作「草」了。日語也在很長時間裡不斷從漢語中吸收大量漢語詞來補充已身的不足，於中國不同時期、不同地域模仿漢語語音所讀出的詞（音读），故聽來往往與漢語相似。例如日語中的「金」字訓讀「（kane）」時，為金錢之意，是固有之和語；音讀「（kin）」時，為黃金之意，是漢語詞。在漢字普及後，日本人也自行創造了一些新詞。
- 和語轉換型和製漢語[3]：受到漢文化影響，訓讀轉換為音讀的和製漢語
  - 原訓讀的日本國名，逐漸轉換成音讀「（nihon）」或「（nippon）」。
  - 原訓讀「（ōne）」（ohone）的「（蘿蔔）」逐漸轉換成音讀「（daikon）」。
  - 和語轉換為漢語的語法，例如生氣、發怒的「（hara ga tatsu）」轉換成，改讀（rippuku），也是音讀。
- 為日本特有的藝術、文化、職業創造的新詞，如：「〔〕（geisha）」、「（kaishaku）」。

### 幕末之後
中國自明朝起，一些傳教士如利瑪竇等就留下了許多漢文著作以介紹西方的天文、地理知識；日本在18世紀也以「蘭學」的形式接觸西洋文明。1840年鸦片战争之後，中國首先被西洋列強以武力打開門戶，中國不少有識之士先后开始洋务运动与西学东渐，各種西洋器物、知識輸入中國，日本受到的壓力大增。為了收集西洋相關情報，日本引進漢文書刊和辭書等，確立了一條經由中國吸收西洋文明的主要渠道。在此一過程中，日本亦有直接引入西洋文明的嘗試，努力創造新詞來對應、解釋新概念。
由於明治維新之後，日本成功學習西方的技術與制度，並在甲午戰爭中擊敗中國。在这一过程中，中国除了一方面自行翻译的西方词语，另一方面也開始向日本學習，借鉴日本已经翻译成汉语的西语。相当多经日本学者翻译成汉字词汇的西语词汇透过中日的文化交流流传到中国。由于同是建立在汉字的基础上，日製汉语和中国自己翻译的汉语词汇在经过相当时间的演变之後，逐渐进入汉语圈并成为汉语的新兴词汇。在之後的中日兩國的长期文化交流中，也还有其他一些日本的翻译以及新造詞语逐渐在汉语圈使用。

#### 漢語流入日語的新漢語詞

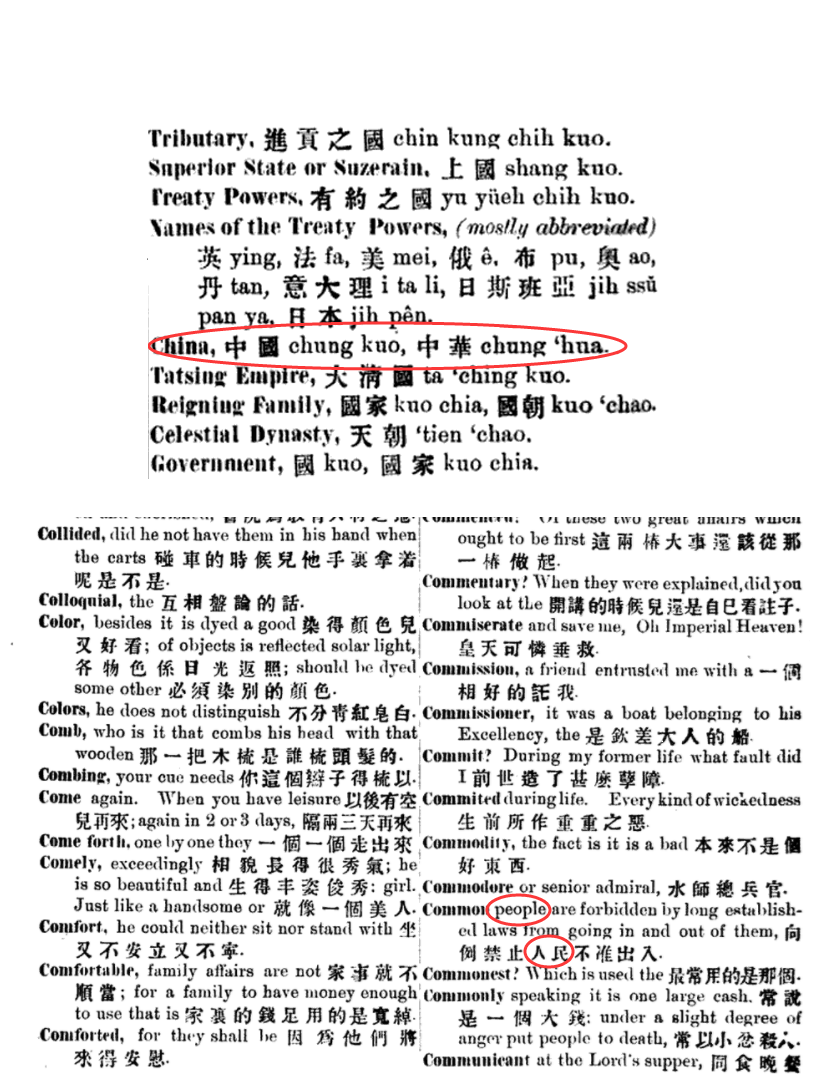
從1872年出版的英漢字典《Vocabulary and Handbook of the Chinese Language》可見「China」與「中華」，以及「People」與「人民」相對應。

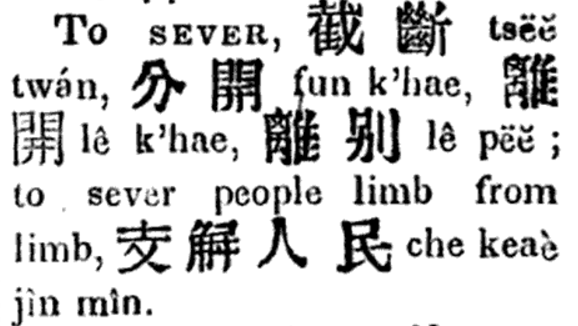
1847年出版的英漢字典《English and Chinese Dictionary》亦可見「People」與「人民」為對應詞。

19世紀西學東漸，鴉片戰爭後中國自主或被迫接受西學，在此一時期創造了許多「華製新漢語」。
1855年，在華英國人合信以中文出版了包含天文、物理、化學與博物學的著作《博物新編》，其中已出現一些近現代詞彙，如氣壓、差異、流動、牽引、汽車、電氣、蒸氣、機器、軌道、幻影、貨物、電機、航海、隧道、工程等。
1862年，中國同文館等翻譯機構成立。在清廷主導下，中國人與外國人合作的翻譯事業有計畫地進行著，當中著名的譯書有《萬國公法》、《格物入門》、《三角數理》、《化學鑑原》、《地學淺釋》等。時任日本外務省官員的柳原前光曾購買江南製造局所譯書籍十數種攜回日本，用以翻譯教科書和同類學科書時的參考，反映出該時期的漢語新詞曾系統性地流入日本。其中如1871年出版的《地學淺釋》卷一中亦能找出今天常見的詞彙，如地球、地質、沉積、火山灰、深海、重力、消化、石質、斜度、時代、流動等。
另外，19世紀中國出版的西學漢譯本中，有155種被日本人翻刻利用，通過加上日文註釋等程序後被借用到日語裡。西學漢譯本不僅是日本通過中國渠道吸收西洋知識的一條途徑，更為日語詞彙輸入了近代概念的新鮮血液。在那些書籍當中，有5本字典及其詞彙對日本近代新漢語詞的形成影響深遠：
| 近代漢英字典                                                                                  | 書中對日本近代新漢語詞的形成影響深遠的詞彙                               |
| --------------------------------------------------------------------------------------------- | ------------------------------------------------------------------------ |
| 馬禮遜《華英字典》（1822）                                                                    | 使徒、審判、法律、醫學、自然的、新聞、精神、單位、行為、言語             |
| 衛三畏《An English and Chinese Vocabulary in Court Dialect》（1844）                          | 內閣、選舉、新聞紙、文法、領事                                           |
| 麥都思《English and Chinese Dictionary》（1847～1848）                                        | 知識、幹事、物質、偶然、教養、天主、小說、本質                           |
| 羅存德《English and Chinese Dictionary, with Punti and Mandarin Pronunciation》（1866～1869） | 蛋白質、銀行、幻想、想像、保險、文學、元帥、原理、右翼、法則、戀愛、讀者 |
| 盧公明《Vocabulary and Handbook of the Chinese Language》（1872）                             | 電報、電池、光線、分子、地質論、物理、動力、光學、國會、函數、微分學     |

#### 日本人原創的新詞與半和製漢語
日本為了將西方各類學術翻譯為日語，由多位學者創造了巨量的漢詞，後來亦傳入大清帝國與中華民國，成為現代中文重要的一部分。此部份詞彙有全新的原創詞，也有半和製漢語。
漢語言文字學教授楊錫彭回顧了劉正埮等學者的研究，據此在其著作《汉语外来词研究》整理了一份漢語直接借自日語的詞語列表，在此展示列表的一部分如下：
动脉、动态、动议、动员、独裁、獨佔、独占、读本、读物、短波、对象、对照、吨、二重奏、发明、法律、法人、法庭、法则、番号、反动、反对、反感、反射、反响、反应、泛神论、泛心论、范畴、方案、方程式、方式、方针、放射。

#### 原来来自汉语，被日本人赋予新意的汉语词
部份抽象化漢語原有詞彙而意義有所改變的半和製漢語詞彙，如「社會」「經濟」，原先雖為漢語，但現今使用的意義已經與古漢語相異，是否認定為日語借詞有爭議，有些學者稱這類詞彙為「回歸詞」。

## 特色

### 造詞原理
從日本傳來的和製漢語，主要来自对西语（英语、法语、俄语等）的翻译；部分是因應前所未有之新概念而創造出來的新詞彙，部分則是中國漢語中既存的舊詞彙，但被賦予新義而重生。和製漢語造詞原理多使用意譯（音譯者為外來語，非漢語），又可細分下列特徵。
- 抽象化漢語原有詞彙：
  - 廣義化。例：「社會」作為“society”的譯語，社會一詞在漢語原指春秋两季鄉村学塾举行之祭祀土地神的集会[10]。
  - 狹義化。例：「經濟」作為“economy”的譯語，經濟一詞出自漢語「經世濟民」，其包含了政治、經濟等多種抽象意義。而當時的中國，economy原譯「資生」。
- 利用漢字的造詞力直接新創：
如「電話」、「製紙」、「製糖」、「名詞」、「元素」等。
- 利用宛字（借字）音譯並兼顧字義：
如：俱樂部（倶楽部／クラブ，譯自「club」）
- 利用造詞力強的詞綴大量製造新詞：
如「～化」、「～的」、「～性」

創造於明治維新時期的和製漢語，由於多是為了翻譯外語中日語本所沒有的詞彙而創的，通常具有「能與原文詞意義完全匹配」的特性。如是「noun」的譯語，專為“noun”一詞而創，所以這兩個詞可視為完全同義。
同時，此時期的和製漢語也效法西文裡的「後綴」用在漢語詞，如使用「～化」作為「～ize」的譯語、以「～主義」作為「～ism」的譯語。

### 半和製漢語
如「世界」、「社會」、「經濟」、「革命」等詞原出於漢語，被日語借用，賦予新義以翻譯歐文，屬於廣義上的和製漢語。有人將這類詞彙稱為「半和製漢語」，也有人不認同將它們視為和製漢語。而「電話」、「製紙」、「製糖」、「觸媒」、「硝子」、「機能」等詞則可視為純粹的和製漢語。
更多的典型例子有「文明」和「自由」等詞。「文明」最早來自於中國典籍，日本人借用了古漢語的「文明」來意譯「civilization」或「enlightenment」，賦予了它新的含義。據考證，清末民初思想家梁啟超是引介近代用語「文明」 的第一人，他也許是受到了晚清外交家、政治家黃遵憲撰寫的《日本國志》中福澤諭吉觀點的影響，是最早一批將它引入到漢語並普及開來的。梁啟超在《時務報》和《論中國宜講求法律之學》一文中多次使用「文明」一詞，他以進化論的觀點指出「文明」與「野蠻」相對，「文明」意味著進步，這一點與明治時代的「文明」內涵如出一轍。
在古漢語中，「自由」為「任性」和「放任」 之意，最初傳入日本時也保有此意。後來福澤諭吉將「自由」作為「freedom」的譯詞普及開來，他還特地註明此「自由」無任意放蕩之意，梁啟超最早在《變法通議》中提及被日本賦予了新義的「自由」。由於他在日本政治避難期間的廣泛使用和宣傳，近代「自由」概念才廣泛流傳並固定下來。

### 重詞意而輕發音
日本漢文学者高島俊男在《漢字與日本人》（『漢字と日本人』）一書中，認為這些翻譯用和製漢語在幕末之後以極短時間被創造出來，雖然活用了漢字的造詞力，但在語音辨識性上並不理想。
著名的例子有與都讀作「（kagaku）」、與都讀作「（shiritsu）」。由於這些詞彙在使用時的語境相近，僅靠發音根本無法辨識，容易造成溝通問題。只好強行改用和語發音（訓讀），故意將唸成「（bakegaku）」，將唸成「（watakushiritsu）」加以區別。但這不是正式且合適的辦法，如「化」訓讀「（bake）」時有「妖怪」、「怪物」的意思，如此一來「化學」竟成了「妖怪學」；而「私」訓讀「（watakushi）」原是日本古代貴族的自謙稱，脫離了相對於「公」的意義。
中国的「化学」一词最早见于1857年伟烈亚力、王韬等人的《六合丛谈》。其传入日本后，1859年川本幸民出版的《万有化学》就将原日译「舍密」一词改为「化学」。

### 一些學者的批判
清末，大量和製漢語、半和製漢語隨著留學生和翻譯書刊傳入中國，造成文化衝擊，引發部分學者的反彈。張之洞、嚴復、林紓、章炳麟（章太炎）、彭文祖等人，都曾對此現象大加批判。
張之洞對於和製漢語的憎厭，在當時流傳很廣。留日歸國的汪榮寶曾和葉瀾在1903年編纂出版新名詞詞典《新爾雅》，風行一時，學部司員作出推薦。張之洞指著汪的名字說“是輕薄子，不可用。”但當時學人要完全擺脫和製漢語不大可能。張之洞有次請幕僚路孝植擬一辦學大綱，見擬就之文中有“健康”一詞，便勃然大怒，擲還批道：“健康乃日本名詞，用之殊覺可恨。”路孝植回曰：“‘名詞’亦日本名詞，用之尤覺可恨。”於是張之洞無奈之下，只好將「日本名詞」改稱「日本土話」。
彭文祖撰《盲人瞎马之新名词》認為和製漢語滔滔入华为灭国灭族之事，抨擊那些套用日本新名词的人恬不知耻，并着力批评“支那、取缔、取消、引渡、目的、宗旨、权利、义务、卫生、要素、法人、文凭、经济、引扬、相场、切手、让渡、差押、第三者”诸词“不伦不类”，表示中国人袭用是“瞎眼盲从”，力主改新还旧。彭认为应当废止来自日本的“取缔”，代之以古汉语禁止、管束；又主张将“场合”改为时、事、处，“第三者”改为他人，“动员令”改为动兵令，“打消”改为废止，“目的”改为主眼，“取消”改为去销，“手续”改为次序、程序，“引渡”改为交付、交出，等等。
嚴復尤其努力地鑄造新詞或修改和製漢語以為肆應，嚴譯詞彙包括音譯詞，如「拓都（total）」與「么匿（unit）」、「涅伏（nerve）」等；義譯詞，如「官品（生物）」、「部勒（部署）」、「群學（社會學）」、「名學（逻辑）」、「直（權利；包括天直、民直）」、「自繇（自由）」等。這些嚴譯詞彙幾乎都不敵和製漢語，嚴氏的失敗也涉及其所主持的「編訂名詞館」在名詞統一工作上成效不彰。此競爭從清末延續到民初，至1920年代勝負已判，和製漢語得勝。
據陳力衛的研究，有些人不加考證地照搬「近代新詞都是從日本流向中國」的說法，導致這種說法愈演愈烈並且快成為一種文化現象。他認為這種說法有許多誤解和臆說，其中最大的一點是完全忽視了由中文直接進入日語的大量新詞。
他指出近代新漢語詞可分為三類：
1. 中國創造、流入日本的新詞：電氣、電報、電信、鐵道、工業、銀行、保險、醫學、化學、直徑、風琴。
2. 日本用漢文的古典詞對譯外來概念：演說、主義、經濟、社會、文學、文明、教育、藝術、思想、自由、交通、流行、革命。
3. 日本創造、流入中國的新詞：電話、商業、情報、象徵、科學、美學、美術、心理學、地理學、天文學、客觀。

陳力衛表示，一般人甚少意識到第一種的可能性，而媒體報導又只基於第三種的事實，再將第二種擴大解釋，導致了一面倒的結果。他認為這種誤導不光停留在一種文化現象上，而是混淆了一些語言問題。例如，第一種完全可以按漢語構詞法分析並得出相應的意義；第二種則容易受古代漢語的影響，以致新舊詞義之間搖擺很大；第三種有些無法按漢語構詞法分析的詞，只能是囫圇吞棗地將其詞義與形態「約定成俗」而已。他亦指出：「......迄今為止好多被認為是從日本進來的詞實際上早就存在於英華字典中或西學新書裡了，這一事實在中國國內的漢語研究領域內恐怕一直沒有得到重視。」

## 註解
1. ↑  嚴復將獨佔譯為「辜榷」。[6]